# Rushville, Illinois
Rushville är administrativ huvudort i Schuyler County i Illinois. Orten har fått sitt namn efter läkaren William Rush. Vid 2010 års folkräkning hade Rushville 3 192 invånare.